# Heuristika reprezentativnosti
Heuristika reprezentativnosti představuje úsudek o rozhodování se v danou chvíli na určitý subjekt či jev. Často nás podobné situace mohou dostat do pocitu nejistoty. Heuristiku reprezentativnosti zařazujeme do obecné skupiny heuristik, jejíž představiteli jsou psychologové Amos Tversky a Daniel Kahneman. Ti vylíčili heuristické strategie, které zjednodušují rozhodování a díky nim můžeme dojít k rychlému výsledku. Avšak jednotlivec nemusí správně subjekt či jev zhodnotit, jelikož může dojít ke zkreslení. Příkladem pro heuristiku reprezentativnosti může být například: „Mladí muži budou řídit agresivně s větší pravděpodobností než starší ženy“ . Dále je heuristika reprezentativnosti spjata s řešením situací, které usuzujeme na základě intuice, zdravého rozumu či zkušeností. Také nás zde může ovlivňovat jakýsi stereotypní pohled na společnost, kdy si můžeme jedince zařadit do případné skupiny na základě zmiňovaných zkušeností, které jsme získali během života, čímž se dostáváme k pojmu reprezentativnosti, který je často výsledkem u takovýchto stereotypů. V tomto případě se můžeme dostat do rozporu mezi intuicí (= reprezentativnost) a logikou (= pravděpodobnost) .

## Podobnost
Při zhodnocování pro nás nových situací, subjektů, jedinců či skupin naše myšlení funguje na základě podobnosti z již převzatých či získaných zkušeností. Většinou si vždy vytváříme dojem podobnosti, i přesto, že to nemáme v úmyslu dělat cíleně . Při hledání  odpovědi na zhodnocení zmiňovaných nových situací, subjektů. jedinců či skupin, jedinec odhaduje vývoj výsledků z podobnosti nebo reprezentativnosti.

### Iluze platnosti
„Lidé často věří věcem a vztahům, které nemají žádnou platnost. Dělají to proto, že vyhledávají evidenci, která potvrzuje jejich víru a domněnky a ignorují evidenci, která jejich víru a domněnky popírá. Tím podléhají iluzi platnosti. Ta jde často ruku v ruce s přílišnou sebedůvěrou“ .

## Náhodnost
Je ovlivněna nepravidelností a místní reprezentativností. Zařazujeme sem jevy, které pravděpodobně nemají žádnou logickou posloupnost. Například vzorec THTHTH, který si představme jako řadu losů. Ty bychom neoznačili za reprezentativní pro náhodně generované losování, protože je vzorec očividně příliš dobře (pravidelně) uspořádaný. Mechanismus příčin a náhod řeší problém, který objevili Kahneman a Tversky u statistických jevů. Zohlednili jiný přístup, jiný pohled na věc a vyplnili tím mezery, které má samotný statistický přístup. „Nic konkrétního nezpůsobilo, že je událost taková, jaká je – náhoda ji vybrala z mnoha dalších alternativ.“ .

## Dostupnost
Je odvození a pravděpodobnost jevů na základě toho, jak snadno (či naopak obtížně) je můžeme najít v naší paměti. Příkladem by mohlo být tvrzení, že u lidí středního věku je vysoké riziko infarktu, kde počítáme s pravděpodobností, že se člověk středního věku hodně stresuje apod. Tyto informace odvozujeme od určitého případu v našem okolí - řekněme tedy, že je odvozujeme ze zkušenosti nám dostupných zdrojů. Rozhodování je v tomto případě samozřejmě poněkud zkreslené. Dalším znakem je tzv. kaskáda dostupnosti, což je efekt dostupnosti některých jevů. Pro vysvětlení, kaskádou dostupnosti určitých informací se můžeme vyhledáváním dostat od jedné mediální zprávy až k masové panice (vyvolané příliš mnoho informacemi). Nepříjemnou překážkou při hledání v naší paměti se stává také zkreslení představivosti. Děje se tak v případě, kdy chceme odhadnout výsledek něčeho, s čím zatím nemáme sami žádnou zkušenost a tvoříme si za pomocí fantazie různé možnosti ve svých myšlenkách. Možnosti dále třídíme podle toho, které se nám jeví nejjednoduššími. To nám ale bohužel ani zdaleka nezaručuje správný (nebo nejlepší možný) výsledek při rozhodování .

## Experiment „Linda“
Jedná se o nejznámější výzkum Daniela Kahnemana a Amose Tverskyho. Tito dva psychologové vymysleli fiktivní postavu jménem Linda za účelem dokázat nezvratný důkaz o roli heuristik v úsudku o jejich rozlišnosti s logikou. Lindu vylíčili jako: „Linda má třicet jedna let, je svobodná, přímočará a velmi chytrá. Vystudovala filozofii. Jako studentka se intenzivně zabývala otázkami diskriminace a sociální spravedlnosti a také se zúčastňovala protijaderných demonstrací.“ Lindě bylo vytvořeno osm možných scénářů, jak by mohl vypadat její život. Nyní si je představíme:
- Linda je učitelkou na základní škole
- Linda pracuje v knihkupectví
- Linda je aktivní ve feministickém hnutí
- Linda je sociální pracovnice – psycholožka
- Linda je členkou politické organizace League of Women Voters (Liga voliček)
- Linda je bankovní úřednice
- Linda pracuje jako pojišťovací poradce
- Linda je bankovní úřednice a je aktivní ve feministickém hnutí

Někteří respondenti se při hledání správné odpovědi řídili podle podobnosti, jiní dle pravděpodobnosti. Později byl dotazník eliminován pouze na dva možné scénáře. Respondenti byli tázáni v ohledu, která alternativa je pravděpodobnější?
- Linda je bankovní úřednice
- Linda je bankovní úřednice a je aktivní ve feministickém hnutí

Výsledkem bylo, že 85-90% studentů na významných univerzitách se rozhodlo pro druhou variantu, ačkoliv byla v rozporu s logikou .

## Experiment „Problém taxíku“
Další příklad z výzkumu Kahnemana a Tverskyho ukazuje typ zdrojů chyb (chyby zaznamenané při odhadu pravděpodobnosti za použití statistiky), kterým je podle nich opomíjení míry výskytu.
Příklad: „Jedné noci jeden taxík způsobil nehodu a ujel. V daném městě působí dvě taxikářské společnosti: Modrá a Zelená. Další informace ohledně nehody jsou následující:
- Ve městě je 85% Zelených taxíků a 15% Modrých
- Svědek tvrdí, že viděl Modrý taxík

Soud prověřoval svědkovu schopnost rozpoznat taxíky za snížené viditelnosti. Svědek postupně viděl větší počet taxíku, přičemž v polovině případů šlo o Zelené a v polovině o Modré taxíky, a správně jich rozpoznal 80% a ve 20% se mýlil. Jaká je pravděpodobnost, že nehodu způsobil Modrý taxík, a ne Zelený?“ .
Tento příklad ukázal, že si je většina respondentů jistých, že s 80% pravděpodobností za nehodu může Modrý taxík. Toto mínění je ale rozhodně nesprávné - pokud se podíváme ještě jednou na celé zadání, dozvíme se, že Modrý taxík je za nehodu zodpovědný pouze s 41% pravděpodobností, dalších 59% připadá na Zelené taxíky. Obrovská nepřesnost při výpočtu pravděpodobnosti souvisí právě s tendencí ignorovat míru výskytu. Pokud by měla být správná odpověď 80%, musel by být v daném městě stejný počet Zelených i Modrých taxíků. V tomto experimentu je ale podstatné, že Zelených taxíků je skoro šestkrát více než taxíků Modrých a to vidíme ve výsledku vypočtené pravděpodobnosti .